# Wysokie okno
Wysokie okno (ang. The High Window) – powieść kryminalna napisana przez Raymonda Chandlera, wydana w 1942 roku (pierwsze polskie wydanie w 1974).

## Fabuła
Trzecia powieść w której występuje postać prywatnego detektywa z Los Angeles Philipa Marlowe’a. Akcja powieści dzieje się w Los Angeles i w Pasadenie. Detektyw Marlowe zostaje wynajęty przez panią Elizabeth Bright Murdock, do odnalezienia jej skradzionej, rzadkiej i kosztownej monety – Dublonu Brashera. Pani Murdock oskarża o tę kradzież swoją synową, Lindę. Detektyw ma proste zadanie – odnaleźć monetę, doprowadzić do rozwodu syna i nie wmieszać w to wszystko policji, gdyż pani Murdock nie życzy sobie wyciągania jej prywatnych spraw na forum publiczne. Z pozoru łatwe zadanie komplikuje się, gdy Marlowe znajduje pierwszego trupa – podającego się za prywatnego detektywa, George’a Phillipsa.

## Ekranizacje
- Dublon Brashera (1947) z George’em Montgomerym